# Comandante (film)
Comandante è un film documentario del 2003 diretto da Oliver Stone.
Il documentario su Fidel Castro ha avuto un seguito nel 2004, Looking for Fidel.

## Trama
Intervista al leader cubano svolta sotto forma di una chiacchierata su valori, idee, vita pubblica e privata del fautore della rivoluzione cubana; si parla dei nuovi equilibri mondiali dopo l'11 settembre, del futuro del governo cubano, ma anche delle passioni e degli amori di Castro.